# El honor de la reina
El honor de la reina (The Honor of the Queen en inglés) es la segunda de las novelas del ciclo de David Weber, que tiene como protagonista a Honor Harrington, oficial de la Real Armada del Reino Estelar de Mantícora (R.A.M.). Se ha publicado en España (y en español) con el título "El honor de la reina", por la editorial "La Factoría de Ideas", en su Colección Ventana Abierta, traducida por Aitor Solar Azcona.

## Argumento
En esta segunda obra la capitana Honor Harrington es enviada en una misión diplomática para conseguir aliados para la futura guerra con la República Popular de Haven. El sistema que ha pedido su ayuda es un sistema muy atrasado tecnológicamente, que mantiene una guerra continua con un sistema vecino por causas religiosas. El único problema cuando asignaron la misión a Honor es que en Grayson las mujeres carecen de todos los derechos civiles y políticos; y no ocupan puestos de autoridad lo que es una afrenta intolerable para todos los varones del planeta.
Mientras tanto la República popular se dedica a apoyar al sistema enemigo.
- Datos: Q3400447